# ワレサ 連帯の男
『ワレサ 連帯の男』（ワレサ れんたいのおとこ、Wałęsa. Człowiek z nadziei）は2013年のポーランドの伝記映画。
監督はアンジェイ・ワイダ、出演はロベルト・ヴィェンツキェヴィチとアグニェシュカ・グロホフスカなど。
ポーランドの独立自主管理労働組合「連帯」の初代委員長として祖国を自由民主化に導いた伝説的指導者レフ・ワレサ（ヴァウェンサ）の激闘の日々を映画化した作品である。
第86回アカデミー賞外国語映画賞にポーランド代表として出品されたが、最終選考には残らなかった。

## ストーリー
ポーランドの自主管理労組「連帯」のリーダーとして世界的に知られるレフ・ワレサを取材するために、イタリアの著名な女性ジャーナリストであるオリアナ・ファラチがワレサの自宅を訪問する。ワレサは1970年代に始まる自らの激闘の日々を彼女に語る。
ワレサの視点で1970年から1989年までのポーランド民主化運動が描かれる。

## キャスト
- レフ・ワレサ: ロベルト・ヴィェンツキェヴィチ（ポーランド語版）
- ダヌタ・ワレサ（ポーランド語版）: アグニェシュカ・グロホフスカ（ポーランド語版） - レフの妻。
- オリアナ・ファラチ: マリア・ロザリア・オマジオ（イタリア語版） - イタリアの女性ジャーナリスト。
- イローナ: イヴォナ・ビェルスカ（ポーランド語版） - ワレサ家の隣人。
- 司祭: マチェイ・シュトゥル（ポーランド語版）

## 作品の評価
Rotten Tomatoesによれば、7件の評論のうち高評価は57%にあたる4件で、平均点は10点満点中7点となっている。